# Кердилівщина
Керди́лівщина — село в Україні, у Лебединській міській громаді Сумського району Сумської області. Населення становить 66 осіб. До 2020 орган місцевого самоврядування — Ворожбянська сільська рада.

## Географія
Село Кердилівщина знаходиться на правому березі річки Псел, вище за течією на відстані 3 км розташоване село Ворожба, на протилежному березі — село Старонове.

## Історія
12 червня 2020 року, відповідно до Розпорядження Кабінету Міністрів України № 723-р «Про визначення адміністративних центрів та затвердження територій територіальних громад Сумської області», увійшло до складу Лебединської міської територіальної громади.
19 липня 2020 року, після ліквідації Лебединського району, село увійшло до Сумського району.

#### Російське вторгнення в Україну (з 2022)
11 березня 2022 року вночі росіянами був здійснений обстріл  Кердилівщини. У результаті обстрілу житлових будинків загинуло двоє місцевих мирних мешканців: Василь Маслюк та Валерій Суханов. 